# Bogdančikov
Bogdančikov je priimek več oseb:
- Mihail Petrovič Bogdančikov, sovjetski general
- Sergej Mihailovič Bogdančikov, ruski naftni poslovnež